# Günther Beyer

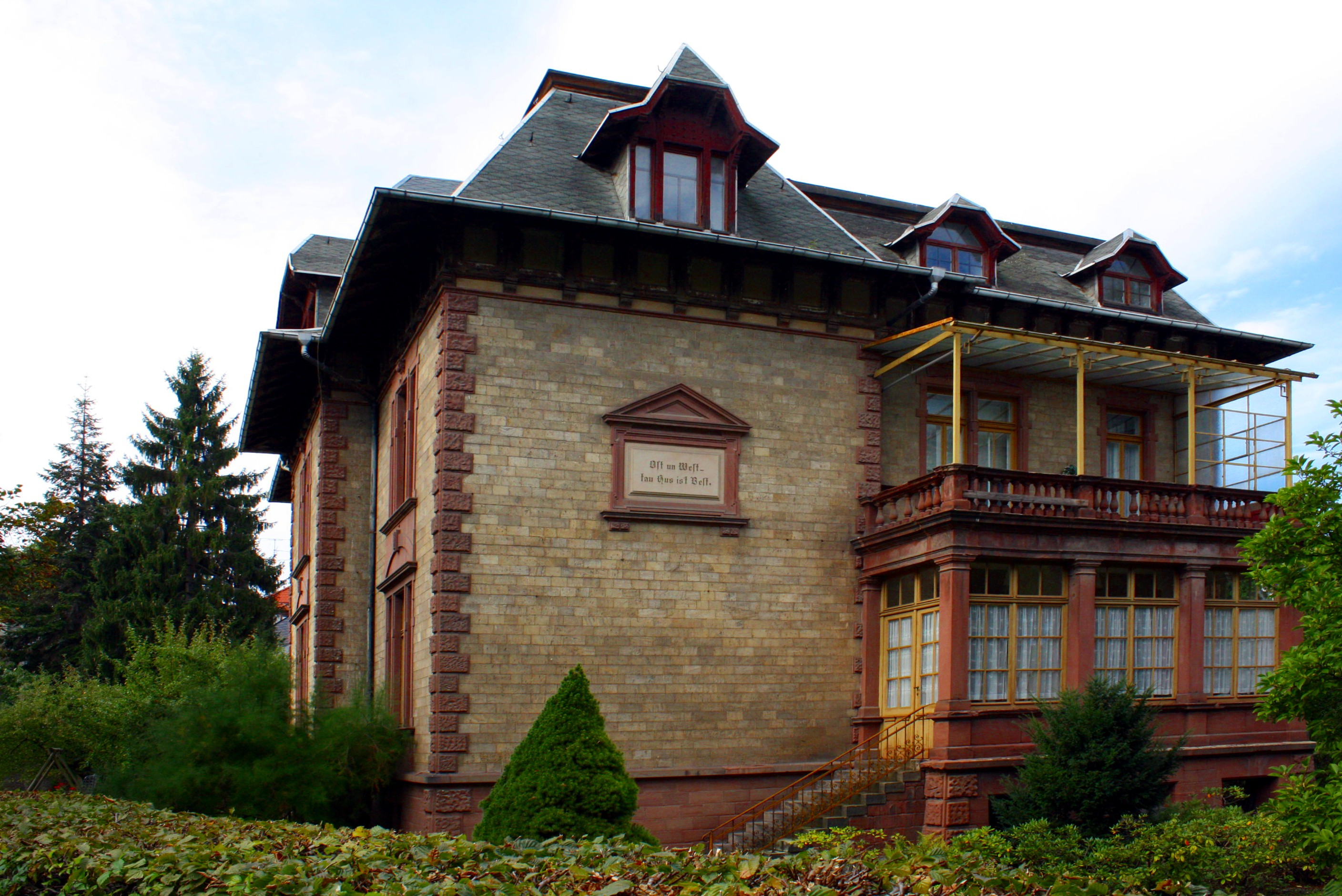
Bauhausstraße 18 Weimar

Günther Beyer (* 1. Januar 1888 in Großbrembach; † 7. Oktober 1965 in Weimar) war ein deutscher Lehrer, Fotograf und Autor.

## Leben und Nachwirken
Seine Ausbildung zum Lehrer machte Beyer in Weimar am Lehrerseminar. Er war ab 1910 Lehrer in Stützerbach. Seine Tätigkeit übte er bis zum Beginn des Ersten Weltkrieges dort aus. Die Kunst der Fotografie eignete sich Beyer autodidaktisch an und wählte die Berufsbezeichnung Lichtbildner. Im Jahr 1920 siedelte er nach Weimar und absolvierte von 1920 bis 1924 ein Studium der Kunstgeschichte an der Universität Jena. In der Bauhausstraße 18 in Weimar gründete Beyer 1924 sein „Beyers Wissenschaftliches Institut für Projektionsfotografie“ und betrieb es bis 1932, bevor er nach Arnstadt wechselte, wo er von 1932 bis 1934 Lehrer war und zugleich Leiter der Schulbildstelle. Von 1934 bis 1945 war er Leiter der Landesbildstelle Thüringens in Weimar. Nach der Rückkehr aus dem Zweiten Weltkrieg war er ab 1946 freischaffender Fotograf und hatte sein Fotoatelier- und Labor in der Bodelschwingstraße 68. Beyers Fotografien fanden ihren Eingang in zahlreiche Bildbände. Diese oft mehrfach aufgelegten Bände sind nicht nur thematisch in Weimar oder Thüringen angesiedelt.
Beyer hielt nicht nur das schöne Weimar fest, sondern lieferte auch Bilder von dessen Zerstörung durch die Luftangriffe auf Weimar. Diese wiederum fanden Eingang u. a. in den Band zur Kulturgeschichte Weimars, der 2012 von Annette Seemann erschien. So sind Beyers Abbildungen eines zerstörten Marktplatzes, des beschädigten Goethe-Wohnhauses und einer beschädigten Herderkirche darin zu sehen. Es gibt aber auch Aufnahmen Beyers wie den Schlossgassenbrunnen der nicht mehr existent ist. Beyers Bilder gingen beispielsweise auch in das Buch über den Ilmpark von Wolfgang Huschke und Wolfgang Vulpius ein. Beyer und damit sein Teil des Familiennachlasses ist weniger Kunstfotograf im engeren Sinne als vielmehr als Dokumentarfotograf von Bedeutung.
Das von Günther Beyer gegründete Unternehmen führt Constantin Beyer (* 1961) in dritter Generation weiter. Günther  Beyer wiederum übernahm es von seinem Vater Klaus Günther Beyer (1922–2007) 1960, der es bis 1987 führte. In der Familientradition verwaltete er das Familienarchiv mit ca. 60.000 Bildern. Auch Constantin Beyers Fotographien finden sich in zahlreichen Buch- und Bildbänden.